# Supreme Allied Commander Europe

Kommandoflagge des SACEUR

Der Supreme Allied Commander Europe (SACEUR), deutsch Alliierter Oberkommandierender in Europa, ist der militärstrategisch verantwortliche Oberbefehlshaber für alle NATO-Operationen (bis 2004 nur in Europa, daher der Name).
Das ihm zugeordnete Supreme Headquarters Allied Powers Europe, SHAPE (deutsch etwa „Alliiertes Hauptquartier Europa“), unterstützt den SACEUR bei der Wahrnehmung seiner Verantwortung. Des Weiteren ist das NATO Special Operations Headquarters dem SACEUR unterstellt.
Der SACEUR ist in Personalunion der Kommandeur des US European Command (USEUCOM) und damit immer ein US-amerikanischer General oder Admiral. Seit dem 1. Juli 2025 hat General Alexus G. Grynkewich von der United States Air Force diesen Posten inne.

## Entstehung
Ursprünglich war das strategische NATO-Oberkommando aufgeteilt in die Verantwortungsbereiche „Europa“ und „Atlantik“ (Supreme Allied Commander Atlantic, SACLANT). Der Verantwortungsbereich „Europa“ entstand, als die Staaten des Nordatlantikpaktes Ende des Jahres 1950 übereingekommen waren, Streitkräfte zur Verteidigung Europas, eine sogenannte integrated force under centralized command and control, zu bilden. Ein Supreme Commander mit ausreichenden Befugnissen sollte die nationalen (Groß-)Verbände zu einer effective integrated force formen. Im Oktober 1954 entschieden die NATO-Staaten, alle im Befehlsbereich des Allied Command Europe stationierten Streitkräfte dem Obersten Alliierten Befehlshaber Europa (SACEUR) zu unterstellen. Die Dislozierung aller SACEUR unterstellten Streitkräfte hatte in Übereinstimmung mit der Bündnisstrategie zu erfolgen. Weiterhin konnte der SACEUR die ihm unterstellten Streitkräfte nicht ohne Zustimmung der jeweiligen Regierungen umdislozieren oder operativ einsetzen.
Im Frieden besaßen der SACEUR und die ihm nachgeordneten NATO-Befehlshaber keine Befehlsgewalt über deutsche Verbände. Er konnte nur die Befugnisse wahrnehmen, die die Eingliederung der deutschen Truppen in die integrated force organisatorisch und ausbildungsmäßig sicherstellten. Erst mit der Übernahme des operational command, die die Zustimmung der Bundesregierung voraussetzt, erhielt der SACEUR die Befehlsgewalt über zugeordnete deutsche Streitkräfteverbände. Dabei bezieht sich das operational command auf das Feld der militärischen Operationsführung.
Die Trennung zwischen den Verantwortungsbereichen „Europa“ und „Atlantik“ wurde jedoch 2003 aufgehoben, und der Posten des SACLANT aufgegeben. Stattdessen wurde ein neuer Kommandobereich geschaffen: der Supreme Allied Commander Transformation, SACT (deutsch etwa „Oberkommandierender für Transformation“), welcher sich mit der Wandlung und Anpassung der NATO-Strukturen an neue Umstände befasst. Der SACT war bis 2009 auch Kommandeur des US Joint Forces Command (deutsch etwa „Kommando Gemeinsame Streitkräfte der USA“).
Der SACEUR behielt nur aus Tradition das Europe in seinem Titel; seine Kompetenzen umfassen seitdem jedoch alle NATO-Operationen.

## Kompetenzen
Der SACEUR ist als militärischer Oberkommandierender verantwortlich für die Planung, Vorbereitung und Führung aller vom NATO-Rat autorisierten NATO-Operationen auf der strategischen Führungsebene. Damit ist er der ranghöchste Soldat innerhalb der NATO. Er ist zudem beteiligt an der Entwicklung von militärpolitischen Konzepten des Bündnisses und berät den NATO-Militärausschuss sowie den NATO-Generalsekretär aus militärstrategischer Sicht.
Der SACEUR untersteht dem NATO-Hauptquartier in Brüssel mit dem Vorsitzenden des Militärausschusses in seiner militärpolitischen Funktion und dem NATO-Rat mit dem Generalsekretär an der Spitze in seiner politischen Rolle. Während die Mitgliedstaaten im NATO-Rat für die politischen Entscheidungen zuständig sind, führt der SACEUR diese militärisch aus. Dabei unterstehen ihm dann alle eingesetzten Einheiten der Länder.

## Liste der SACEUR
| Nr. | Name                         | Bild                    | Beginn der Berufung | Ende der Berufung |
| --- | ---------------------------- | ----------------------- | ------------------- | ----------------- |
| 21  | Alexus G. Grynkewich (USAF)  |                         | 1. Juli 2025        |                   |
| 20  | Christopher G. Cavoli (USA)  |                         | 1. Juli 2022        | 1. Juli 2025      |
| 19  | Tod D. Wolters (USAF)        |                         | 3. Mai 2019         | 1. Juli 2022      |
| 18  | Curtis M. Scaparrotti (USA)  |                         | 4. Mai 2016         | 3. Mai 2019       |
| 17  | Philip M. Breedlove (USAF)   | Breedlove 2013 HR       | 13. Mai 2013        | 4. Mai 2016       |
| 16  | James G. Stavridis (USN)     | Stavridis EUCOM         | 2. Juli 2009        | 13. Mai 2013      |
| 15  | Bantz J. Craddock (USA)      | Bantz J. Craddock EUCOM | 7. Dezember 2006    | 2. Juli 2009      |
| 14  | James L. Jones (USMC)        |                         | 17. Januar 2003     | 7. Dezember 2006  |
| 13  | Joseph W. Ralston (USAF)     |                         | 3. Mai 2000         | 17. Januar 2003   |
| 12  | Wesley K. Clark (USA)        |                         | 11. Juli 1997       | 3. Mai 2000       |
| 11  | George A. Joulwan (USA)      |                         | 22. Oktober 1993    | 11. Juli 1997     |
| 10  | John M. Shalikashvili (USA)  |                         | 23. Juni 1992       | 22. Oktober 1993  |
| 9   | John R. Galvin (USA)         |                         | 26. Juni 1987       | 23. Juni 1992     |
| 8   | Bernard W. Rogers (USA)      |                         | 1. Juli 1979        | 26. Juni 1987     |
| 7   | Alexander M. Haig, Jr. (USA) |                         | 15. Dezember 1974   | 1. Juli 1979      |
| 6   | Andrew J. Goodpaster (USA)   |                         | 1. Juli 1969        | 15. Dezember 1974 |
| 5   | Lyman L. Lemnitzer (USA)     |                         | 1. Januar 1963      | 1. Juli 1969      |
| 4   | Lauris Norstad (USAF)        |                         | 20. November 1956   | 1. Januar 1963    |
| 3   | Alfred M. Gruenther (USA)    |                         | 11. Juli 1953       | 20. November 1956 |
| 2   | Matthew B. Ridgway (USA)     |                         | 30. Mai 1952        | 11. Juli 1953     |
| 1   | Dwight D. Eisenhower (USA)   |                         | 2. April 1951       | 30. Mai 1952      |

Seit General Ridgway ist der SACEUR auch immer Kommandeur des US European Command.

## Stellvertreter und Chef des Stabes
Als Stellvertreter des SACEUR (DSACEUR / Deputy SACEUR) fungiert stets ein britischer General bzw. Admiral (aktuell Admiral Sir Keith Blount).
Ein deutscher General/Admiral ist dagegen Chef des Stabes von SHAPE (engl. COS, derzeit Markus Laubenthal).
Von 1979 bis zum Ende der 1990er gab es jeweils zwei Stellvertreter, die Positionen DSACEUR und COS rotierten zwischen Großbritannien und Deutschland. Zum ersten SACEUR wurde 1951 Dwight D. Eisenhower berufen. Der erste deutsche DSACEUR war von 3. Januar 1978 bis 1. April 1980 General Gerd Schmückle.